# Payam Ghobadi Oughaz
Payam Ghobadi Oughaz (17 maggio 1989) è un taekwondoka azero.

## Palmarès
- Europei

Montreux 2016: bronzo negli 87 kg.